# Mir (支付系统)
Mir（羅馬化：Mir，國際音標：[ˈmʲir]，中文或译“世界”“米尔”）是俄罗斯中央银行于2017年成立的支付清算机构，由俄罗斯银行的全资子公司國家支付卡系統负责营运。“Mir”本身不发行银行卡，也不会为持卡人提供信用额度或设定费率，而是由合作的金融机构发行带有“Mir”标识的借记卡、信用卡等产品。2014年俄罗斯兼并克里米亚后遭到的国际制裁推动了“Mir”支付清算系统的开发和投入使用的进程。
起初仅有俄罗斯航空、俄罗斯铁路等俄罗斯本国企业支持使用“Mir”银行卡付款，而后一些在俄运作的跨国企业逐渐接入“Mir”支付系统。2016年4月，阿里巴巴集团旗下全球速卖通成为第一家在俄罗斯国内支持“Mir”银行卡支付的外国企业；同年7月，麦当劳成为第一家支持通过该系统付款的美国企业。

## 历史

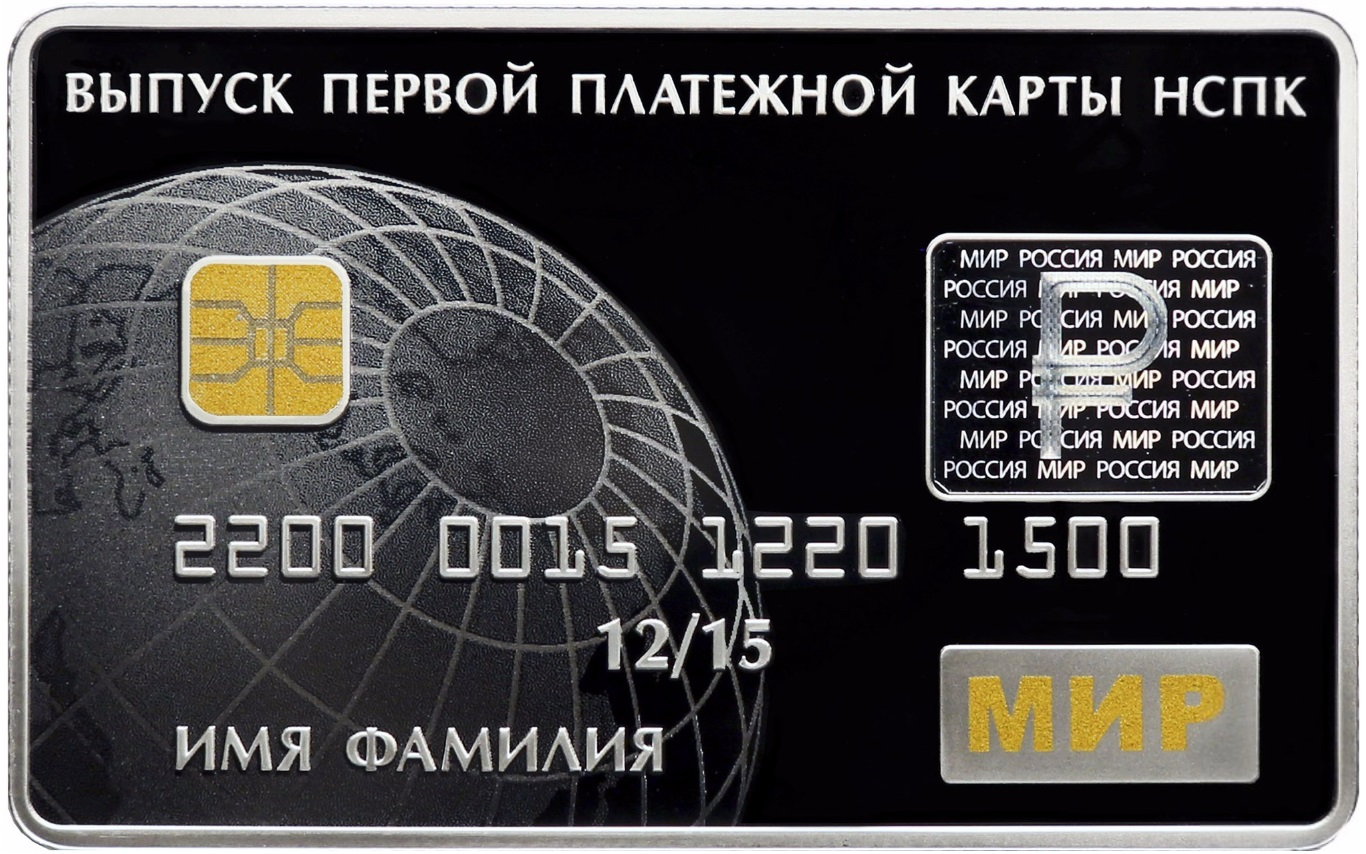
走“Mir”支付系统的银行卡

构建“Mir”支付清算系统的想法脱胎于2000年代中期俄罗斯银行和世界银行的联合提议，旨在俄罗斯国内创建一套独立的支付清算框架。受到全球金融危机的冲击，即将完成开发的支付清算系统被无限期搁置。
2014年，因克里米亚危机等俄罗斯和乌克兰两国间的冲突引发针对俄罗斯的制裁，一些俄罗斯银行被禁止使用Visa和万事达卡两家美国公司的清算网络。作为克服制裁造成的电子支付障碍，在原先被搁置系统的基础上，“Mir”支付清算系统在2014年正式成型。
2015年12月，第一批采用“Mir”清算系统的银行卡发行 在俄罗斯市场占有领先地位的俄罗斯联邦储蓄银行也自2015年12月发行“Mir”银行卡。截至2016年年末，“Mir”清算系统的64家合作银行共发行176万张“Mir”银行卡。截至2021年10月，“Mir”卡的发卡量达到1000万张。2020年，通过“Mir”系统的交易总笔数达35亿笔，较2019年增长了75%。
在移动支付领域，三星智付最早于2017年和“Mir”系统达成合作，通过近场通讯技术代替实体卡完成支付。
2021年3月，“Mir”系统宣布禁止向外国电子现金服务进行充值。同年，Apple Pay和Google Pay陆续宣布支持合作银行发行的“Mir”银行卡。
在俄烏戰爭爆發後，國際社會紛紛對俄羅斯實施經濟制裁。2022年3月25日，俄羅斯國家支付卡系統公司對外證實，Apple Pay和Google Pay自24日起已在支付設定中禁止用戶使用或加入新的“Mir”卡資料。2022年9月，土耳其實業銀行和德尼兹银行為避免遭到美國制裁，宣佈暫停使用“Mir”支付系統。

## 支持情况

### 俄罗斯
俄罗斯政府大力推广“Mir”系统的普及，2017年5月1日生效的法律规定，所有的福利和养老金都需要在2018年1月前切换到“Mir”系统发放。 银行担心相较于其他更完善的支付清算系统，使用“Mir”系统的成本会更高，因此银行缺少发行“Mir”卡的动力。

### 跨国家/地区使用
2018年，亚美尼亚和南奥塞梯引入“Mir”支付系统，并于次年进入阿布哈兹、土耳其、乌兹别克斯坦等地区。 2021年10月“Mir”系统进入阿拉伯联合酋长国市场。据俄罗斯银行称，保加利亚和泰国未来也将支持“Mir”系统。同时英国与南韓也在测试“Mir”清算系统。

#### 印度
印度和俄罗斯两国政府表示有兴趣就在本国支付系统中接受RuPay卡和“Mir”卡进行对话。